# Сарапульська височина
Сара́пульська височина́ (рос. Сарапульская возвышенность) — височина у межиріччі річок Кама та Іж. Розташована у межах Удмуртії та Татарстану Росії.
Простяглась із півдня на північ, слугує вододілом правих приток Ками та лівих приток Іжа. Підвищується із півночі на південь. Максимальна висота — 244 м.